# 過海隧道巴士104線
過海隧道巴士104線是香港的一條日間過海隧道巴士路線，來往堅尼地城及白田邨，由城巴及九巴營運。

## 歷史
- 1973年1月28日：路線開辦，由九巴和中巴合營，來往白田及石塘咀。
- 1974年3月1日：石塘咀總站延長至西環山市街路邊。
- 1978年9月25日：路線由西環延長至堅尼地城。當年全程車費為$1。
- 1985年11月20日：往白田方向繞經軒尼詩道、分域街及駱克道，以配合區內道路工程。措施於1980年代末期改為正規路線。
- 1988年10月8日：因應香港會議展覽中心啟用，當局推行《灣仔北部巴士改道計劃》，往九龍方向改經鴻興道前往紅隧，不經告士打道。
- 1990年2月26日：平日早上繁忙時間增設特別班次，澤安邨→中環。
- 1992年8月9日：九巴增派空調巴士行走。
- 1997年12月1日：調整空調全程車費為$9.4（非空調$7.3）。
- 1998年1月26日：九巴提升為全空調服務。
- 1998年9月1日：中巴專營權結束後，改由九巴及新巴合營。
- 2000年5月2日：新巴亦提升為全空調服務。
- 2008年6月8日：調整全程車費為$9.8[1]。
- 2011年4月6日：有網民上載短片[2]，片段為一名坐輪椅的乘客利用斜板在白田巴士總站登上一輛新巴104線巴士（編號1144，車牌HZ9257）時發生意外的經過。
- 2014年9月28日：受佔領中環示威行動影響全線停駛多日，恢復行駛後不途經告士打道路段，直至雨傘運動結束。
- 2015年5月17日：往白田方向抵達菲林明道後，不再駛經灣仔碼頭，改為在灣仔碼頭外的支路調頭返回原線，以配合灣仔碼頭公共運輸交匯處因港鐵沙中綫工程而封閉[3][4]。
- 2015年9月22日：白田巴士總站因應白田邨重建計劃而停用，本線總站暫遷白雲街下行方向之「昌田樓」巴士站。往堅尼地城方向同時實施下列改動：[5][6][7]
  - 由「昌田樓」站開出後，改經白雲街下行、偉智街、偉倫街，不再途經黃棣珊紀念中學對出的一段南昌街；
  - 不再停靠白雲街上行「澤田樓」以及南昌街的「黃棣珊紀念中學」及「聖方濟愛德小學」分站，改停白雲街下行「白田邨第9座」、偉倫街「白田邨麗田樓」及南昌街「石硤尾邨美映樓」分站。
- 2016年5月23日：九巴班次增設到站時間預報。
- 2018年5月28日：新巴班次增設實時抵站時間查詢服務。
- 2022年1月23日：本線九龍總站遷至白田（白雲街）公共運輸交匯處，原有總站改為往白田方向中途站。
- 2022年5月14日：往白田方向駛至菲林明道北行後改經博覽道東北行、迴旋處、博覽道東南行返回菲林明道南行及原有路線。
- 2022年5月30日：大幅削減特別班次，尤其以海底隧道為起訖點的短途班次。
- 2022年6月20日：除澤安開出的九巴及城巴各1班的特別班次外，其餘特別班次取消。
- 2023年7月1日：因應新巴城巴合併，本線改由九巴及城巴聯合經營。
- 2025年8月18日：取消由澤安邨開出之特別班次[8]。

## 服務時間及班次
| 堅尼地城開       | 堅尼地城開  | 堅尼地城開   | 深水埗（白田邨）開 | 深水埗（白田邨）開 | 深水埗（白田邨）開 |
| 日期             | 服務時間    | 班次（分鐘） | 日期               | 服務時間           | 班次（分鐘）       |
| ---------------- | ----------- | ------------ | ------------------ | ------------------ | ------------------ |
| 星期一至五       | 05:45       | 05:45        | 星期一至五         | 05:45              | 05:45              |
| 星期一至五       | 06:10-06:50 | 20           | 星期一至五         | 05:59-06:50        | 17                 |
| 星期一至五       | 07:10-08:00 | 25           | 星期一至五         | 07:05-07:35        | 15                 |
| 星期一至五       | 08:20       | 08:20        | 星期一至五         | 08:00              | 08:00              |
| 星期一至五       | 08:40-09:30 | 25           | 星期一至五         | 08:15-09:30        | 15                 |
| 星期一至五       | 09:45       | 09:45        | 星期一至五         | 09:45-11:00        | 15                 |
| 星期一至五       | 10:00-11:00 | 20           | 星期一至五         | 11:20-12:40        | 20                 |
| 星期一至五       | 11:17-12:06 | 16/17        | 星期一至五         | 12:57-13:46        | 16/17              |
| 星期一至五       | 12:06-12:40 | 17           | 星期一至五         | 13:46-14:20        | 17                 |
| 星期一至五       | 13:00-14:20 | 20           | 星期一至五         | 14:30-16:00        | 15                 |
| 星期一至五       | 14:37-15:26 | 16/17        | 星期一至五         | 16:16              | 16:16              |
| 星期一至五       | 15:26-16:00 | 17           | 星期一至五         | 16:32-17:40        | 17                 |
| 星期一至五       | 16:15       | 16:15        | 星期一至五         | 17:55              | 17:55              |
| 星期一至五       | 16:30-17:00 | 10           | 星期一至五         | 18:10-19:10        | 20                 |
| 星期一至五       | 17:00-17:40 | 8            | 星期一至五         | 19:28-20:48        | 20                 |
| 星期一至五       | 17:55-19:10 | 15           | 星期一至五         | 21:08              | 21:08              |
| 星期一至五       | 19:26-20:16 | 17/16        | 星期一至五         | 21:29-22:19        | 25                 |
| 星期一至五       | 20:16-20:48 | 16           | 星期一至五         | 22:39              | 22:39              |
| 星期一至五       | 21:06-22:00 | 18           | 星期一至五         | 22:59-23:50        | 25/26              |
| 星期一至五       | 22:19       |              |                    |                    |                    |
| 星期一至五       | 22:39       |              |                    |                    |                    |
| 星期一至五       | 23:00-23:50 | 25           |                    |                    |                    |
| 星期六           | 05:45       | 05:45        | 星期六             | 05:45              | 05:45              |
| 星期六           | 06:10-06:50 | 20           | 星期六             | 05:59-06:50        | 25/26              |
| 星期六           | 07:10-08:00 | 25           | 星期六             | 07:10-08:00        | 25                 |
| 星期六           | 08:20       | 08:20        | 星期六             | 08:20              | 08:20              |
| 星期六           | 08:40 09:30 | 25           | 星期六             | 08:40-09:30        | 25                 |
| 星期六           | 09:55       | 09:55        | 星期六             | 09:45-11:00        | 15                 |
| 星期六           | 10:20-11:00 | 20           | 星期六             | 11:12-12:40        | 13/12              |
| 星期六           | 11:17-12:06 | 16/17        | 星期六             | 12:57-13:46        | 16/17              |
| 星期六           | 12:06-12:40 | 17           | 星期六             | 13:46-14:20        | 17                 |
| 星期六           | 13:00-14:00 | 15           | 星期六             | 14:33-15:00        | 14/13              |
| 星期六           | 14:20       | 14:20        | 星期六             | 15:00-16:00        | 15                 |
| 星期六           | 14:37-15:26 | 16/17        | 星期六             | 16:16              | 16:16              |
| 星期六           | 15:26-16:00 | 17           | 星期六             | 16:32-17:40        | 17                 |
| 星期六           | 16:15-17:00 | 15           | 星期六             | 17:55              | 17:55              |
| 星期六           | 17:00-17:40 | 20           | 星期六             | 18:10-19:10        | 20                 |
| 星期六           | 17:55-18:25 | 15           | 星期六             | 19:25-20:45        | 20                 |
| 星期六           | 18:25-19:10 | 20/25        | 星期六             | 21:07              | 21:07              |
| 星期六           | 19:30-20:30 | 20           | 星期六             | 21:29-22:19        | 25                 |
| 星期六           | 20:48       | 20:48        | 星期六             | 22:39              | 22:39              |
| 星期六           | 21:06-22:00 | 18           | 星期六             | 22:59-23:50        | 25/26              |
| 星期六           | 22:19       | 22:19        | 星期日及公眾假期   | 05:45-06:25        | 20                 |
| 星期六           | 22:39       | 22:39        | 星期日及公眾假期   | 06:50              | 06:50              |
| 星期六           | 23:00-23:50 | 25           | 星期日及公眾假期   | 07:08-08:00        | 17/18              |
| 星期日及公眾假期 | 05:45       | 05:45        | 星期日及公眾假期   | 08:15-09:15        | 20                 |
| 星期日及公眾假期 | 06:10-06:50 | 20           | 星期日及公眾假期   | 09:30-10:15        | 20                 |
| 星期日及公眾假期 | 07:10-08:00 | 25           | 星期日及公眾假期   | 10:30              | 10:30              |
| 星期日及公眾假期 | 08:20-09:00 | 20           | 星期日及公眾假期   | 10:50-11:50        | 20                 |
| 星期日及公眾假期 | 09:15       | 09:15        | 星期日及公眾假期   | 12:10-13:10        | 20                 |
| 星期日及公眾假期 | 09:30-10:30 | 20           | 星期日及公眾假期   | 13:25-14:10        | 15                 |
| 星期日及公眾假期 | 10:50-11:50 | 20           | 星期日及公眾假期   | 14:30              | 14:30              |
| 星期日及公眾假期 | 12:10-13:10 | 20           | 星期日及公眾假期   | 14:50-15:50        | 20                 |
| 星期日及公眾假期 | 13:30-14:30 | 20           | 星期日及公眾假期   | 16:05-16:50        | 15                 |
| 星期日及公眾假期 | 14:50-15:50 | 15           | 星期日及公眾假期   | 17:10              | 17:10              |
| 星期日及公眾假期 | 16:10-17:10 | 20           | 星期日及公眾假期   | 17:31-18:13        | 21                 |
| 星期日及公眾假期 | 17:25-18:10 | 15           | 星期日及公眾假期   | 18:33              | 18:33              |
| 星期日及公眾假期 | 18:30       | 18:30        | 星期日及公眾假期   | 18:53-19:33        | 20                 |
| 星期日及公眾假期 | 18:52-19:58 | 22           | 星期日及公眾假期   | 19:58              | 19:58              |
| 星期日及公眾假期 | 20:17-21:17 | 20           | 星期日及公眾假期   | 20:18-20:58        | 20                 |
| 星期日及公眾假期 | 21:35-22:35 | 20           | 星期日及公眾假期   | 21:17              | 21:17              |
| 星期日及公眾假期 | 23:00-23:50 | 25           | 星期日及公眾假期   | 21:43-22:35        | 26                 |
|                  |             |              | 星期日及公眾假期   | 23:00-23:50        | 25                 |

- 註：有紅字班次為九巴派車，其餘班次為城巴派車。

## 收費
全程：$12.9
- 林士街往白田／水渠道往堅尼地城：$12.2
- 過紅磡海底隧道後往白田／堅尼地城：$7.7
- 正街往堅尼地城：$6.1

| - 本線設有12歲以下小童及65歲或以上長者半價優惠。 - 65歲或以上香港居民使用「樂悠咭」，以及12歲以下合資格殘疾兒童使用「殘疾人士身份」個人八達通繳付車資，均可享有每程$2.0或半價（以較低者為準）的票價優惠；12至64歲合資格殘疾人士使用「殘疾人士身份」個人八達通（包括「樂悠咭」），以及60至64歲香港居民使用「樂悠咭」繳付車資，均可享有每程$2.0或全費（以較低者為準）的票價優惠。 - 65歲或以上長者如使用長者或一般個人八達通繳付車資，則只可享有半價優惠；12至64歲合資格殘疾人士如不使用「殘疾人士身份」個人八達通，以及60至64歲人士如不使用「樂悠咭」繳付車資，必須繳付全費。 - 乘客可以現金或八達通於上車時付款，不設找續。 - 每位成人乘客可免費攜帶最多兩名4歲以下而不佔座位的兒童乘客乘車，超額之4歲以下小童必須繳付小童車費乘車。 - 持有「九巴月票」之乘客在車票有效期內，每日可享最多10程任何九龍巴士及龍運巴士路線（包括本路線，合資格車程只適用於九龍巴士／龍運巴士提供的班次；惟乘搭機場「A」及「NA」線則可享原價二七折優惠（不會計算每天10次合資格車程））；而B1線則可每日可享最多2程（不會計算每天10次合資格車程）。 - 九龍巴士、城巴、龍運巴士及陽光巴士全職員工及家屬（不包括外判職員）可免費乘搭本路線（陽光巴士員工及家屬只適用於九龍巴士提供的班次），惟必須拍職員或職員家屬八達通。 - 乘客亦可使用AlipayHK「易乘碼」、支付寶、WeChatHK／微信支付「搭車碼」、銀聯雲閃付「乘車碼」及BOC Pay「乘車碼」、具有感應式支付功能的JCB、卡美國運通、大來國際、Discover Card（只適用於九龍巴士／龍運巴士提供的班次）、VISA、Mastercard及銀聯卡，以及Apple Pay、Google Pay及Samsung Pay流動支付平台繳付車資。九巴班次的乘客使用上述付款方式，將只可享有與其他九巴路線／聯營路線九巴班次之轉乘優惠；城巴班次的乘客使用上述付款方式，將只可享有與其他城巴獨營路線或聯營線城巴班次之轉乘優惠。乘客亦不能享有「公共交通費用補貼計劃」及「長者及合資格殘疾人士公共交通票價優惠計劃」。 |

### 八達通巴士轉乘計劃
乘搭此線往港島方向之乘客於登車後150分鐘內在海底隧道巴士轉乘站轉乘以下路線，第二程成人票價便可減收$3.5，小童／長者票價減收$1.8，乘客必須在150分鐘內轉車。
| 紅隧轉乘優惠計劃路線列表 | 紅隧轉乘優惠計劃路線列表 | 紅隧轉乘優惠計劃路線列表 | 紅隧轉乘優惠計劃路線列表 |
| 巴士公司                 | 轉乘路線                 | 出發地                   | 目的地                   |
| ------------------------ | ------------------------ | ------------------------ | ------------------------ |
| 城巴、九巴               | 101                      | 觀塘（裕民坊）           | 堅尼地城                 |
| 城巴、九巴               | 102                      | 美孚                     | 筲箕灣                   |
| 城巴、九巴               | 102P                     | 美孚                     | 筲箕灣                   |
| 城巴、九巴               | 103                      | 竹園邨                   | 蒲飛路                   |
| 城巴、九巴               | 104                      | 白田                     | 堅尼地城                 |
| 城巴、九巴               | 106                      | 黃大仙                   | 小西灣（藍灣半島）       |
| 城巴、九巴               | 106P                     | 黃大仙                   | 小西灣（藍灣半島）       |
| 城巴                     | 106A                     | 黃大仙                   | 太古（康怡廣場）         |
| 城巴、九巴               | 107                      | 九龍灣                   | 華貴邨                   |
| 城巴、九巴               | 107P                     | 海逸豪園                 | 數碼港                   |
| 九巴                     | 108                      | 九龍灣（啟業）           | 寶馬山                   |
| 城巴、九巴               | 109                      | 何文田                   | 中環（港澳碼頭）         |
| 城巴、九巴               | 110                      | 尖沙咀東（麼地道）       | 筲箕灣                   |
| 城巴、九巴               | 111                      | 坪石                     | 中環（港澳碼頭)          |
| 城巴、九巴               | 111P                     | 彩福                     | 中環（港澳碼頭)          |
| 城巴、九巴               | 112                      | 蘇屋                     | 北角（百福道）           |
| 城巴、九巴               | 113                      | 彩虹                     | 堅尼地城（卑路乍灣）     |
| 城巴、九巴               | 115                      | 九龍城碼頭               | 中環（港澳碼頭）         |
| 城巴、九巴               | 115P                     | 海逸豪園                 | 中環（港澳碼頭）         |
| 城巴、九巴               | 116                      | 慈雲山（中）             | 鰂魚涌（祐民街）         |
| 城巴、九巴               | 117                      | 深水埗（欽州街）         | 跑馬地（下）             |
| 城巴、九巴               | 118                      | 長沙灣（深旺道）         | 小西灣（藍灣半島）       |
| 城巴、九巴               | 118P                     | 長沙灣（深旺道）         | 小西灣（藍灣半島）       |
| 城巴、九巴               | 170                      | 沙田站                   | 華富（中）               |
| 城巴、九巴               | 171                      | 荔枝角                   | 海怡半島                 |
| 城巴、九巴               | 182                      | 愉翠苑                   | 中環（港澳碼頭）         |

## 使用車輛
開線時已受到九巴及中巴重視，九巴率先引入首批嶄新雙層巴士「長牛」丹拿E型行走，但很快便加派嶄新的利蘭珍寶巴士，並於八十年代初以「雞車」利蘭勝利二型及「鴨車」丹尼士喝采型行走，八十年代初更以12米大型三軸巴士接力，型號是非空調丹尼士巨龍12米及利蘭奧林比安12米。間歇亦有用11米（S3N及S3BL）非空調巴士支援。本線當時是中巴獨有型號11.45米「大白鯊」都城嘉慕威曼都城巴士一型（MB）時常出現路線。
九巴在2001年8月為此路線加入低地台巴士服務，用車為兩輛Neoplan Centroliner（AP131／KC2571、AP132／KC3551，被稱為「超時代巴士」，其車身上噴上了特製綠、紫幻變顏料，車身色彩會隨光線而變化，被稱為「綠悠悠巴士」）。2002年，再換入五輛富豪超級奧林比安12米（3ASV，其中3ASV297／KJ6128同樣被噴上上述獨特色彩，成為「綠悠悠巴士」）及兩輛Neoplan Centroliner。2003年，此路線再由數輛剛投入服務的Enviro500 12米（ATE），取代餘下來的九巴非低地台巴士，令此路線正式全面低地台化。值得一提的是，全港首輛出牌的ATE1／KX675於2003年甫投入服務便上掛此路線，直至2008年方調往279X。而該款車型亦成為此線往後十年的最主要用車。
2007年，四輛Neoplan Centroliner12米（AP）因全面撤離九巴荔枝角車廠而絕跡於此路線。此後，九巴亦將餘下數輛富豪超級奧林比安調離此路線，令此路線的九巴時段除了各個特別班次的柯打用車外，全面直梯化，同年加派斯堪尼亞K310UD（ASU，已撤離）。2009年加派富豪B9TL 12米行走（AVBE、AVBW、AVBWU，已全數撤離）。2014年4月加入配歐盟四／五型環保引擎的Enviro500 12米（ATEU），同年12月加入亞歷山大丹尼士Enviro 500 MMC及Enviro500 MMC Hybrid 12米（ATENU、ATH）行走。
新巴方面，在該公司接辦此路線後，此路線用車初時仍為富豪奧林比安（VA），1999年加入丹尼士三叉戟12米（10XX-11XX、30XX）及富豪超級奧林比安12米（50XX-51XX）行走。此路線屬新巴較遲全空調化的過海路線，直至2000年2月前後仍有一班非空調班次，於平日早上約八時由海底隧道收費廣場開往中環街市，用車為來自3A線之利蘭珍寶（SF），直至後者加入更多空調巴士時此路線才正式全冷。新巴於2008年起加入Enviro500 12米（55XX）行走此路線。2015年起再加入亞歷山大丹尼士Enviro 500 MMC 12米（55XX-57XX）行走。2016年起再加入富豪B9TL 12米（52XX）。
順帶一提，在中巴時期，中巴較喜歡使用只行走繁忙時段的「打仗車」行走由澤安邨至中環街市的特別班次，曾經行走該兩班次的巴士型號計有利蘭奧林比安9.7米（BR）、丹尼士禿鷹樣版車（DL1-2）、丹尼士喝采（DS）、利蘭勝利二型（LV）、佳牌阿拉伯五型巴士（LX）、利蘭泰坦（TC1）及倫敦寶（XF），以輔助正常班次亦有使用的丹拿珍寶（LF）和富豪奧林比安11米空調巴士（VA）。
現時，全線派車共33輛。由於繁忙時間客量甚高，原有車隊不能應付本線的龐大需求，因此繁忙時間九巴方面會借調1A、2E、6C、18、27、81、934、935及948線用車，去應付此路線龐大的需求（特別是於海底隧道收費廣場及灣仔北入境事務大樓候車的人潮）。

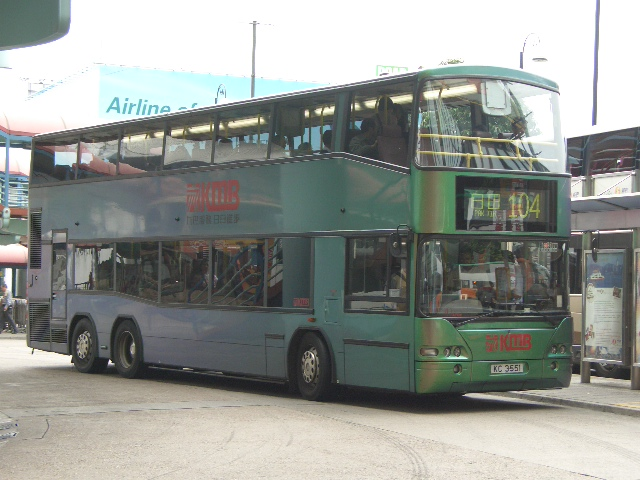
全數12米「綠悠悠巴士」均曾經是此線的掛牌車，成為此線的標誌

### 九巴
為進一步改善空氣質素，九巴於2013年獲政府資助購買3輛配置歐盟六型引擎混合電能及柴油版的亞歷山大丹尼士Enviro 500 MMC 12米雙層低地台空調巴士（命名為「hBus」，編號為ATH），首2輛已於2014年9月運抵香港，分別上掛1A及619線；餘下一輛亦於2014年11月16日抵港，編號為ATH3／TB5034，於2014年12月2日出牌，3天後（12月5日）上掛本線，是全香港第5條採用歐盟6型引擎混合電能及柴油雙層空調巴士行走的路線，亦是第2條採用該款巴士的過海隧道巴士路線，唯現已調走。
現時九巴使用11輛亞歷山大丹尼士Enviro 500 MMC 12米（ATENU），均屬荔枝角車廠。
| 車隊編號 | 車牌   |
| -------- | ------ |
| ATENU309 | SU7740 |
| ATENU407 | TE2908 |
| ATENU450 | TF5838 |
| ATENU549 | TL3568 |
| ATENU570 | TL9364 |
| ATENU700 | TR2818 |
| ATENU731 | TR8987 |
| ATENU754 | TS6009 |
| ATENU756 | TS6353 |
| ATENU758 | TS8142 |
| ATENU770 | TT7102 |

### 城巴
城巴方面共派出18輛雙層巴士，主要為：亞歷山大丹尼士Enviro 400 10.5米（38XX）、亞歷山大丹尼士Enviro 500（11.3米40XX、12米55XX）、亞歷山大丹尼士Enviro 500 MMC（11.3米40XX、12米55XX-58XX）、富豪B9TL（11.3米45XX、12米52XX）及富豪B8L 12米（523X）。

## 行車路線
堅尼地城開經：西寧街、域多利道、加多近街、吉席街、堅彌地城海旁、德輔道西、干諾道西、干諾道中、林士街、德輔道中、金鐘道、軒尼詩道、分域街、駱克道、軍器廠街、天橋、告士打道、菲林明道（北行）、菲林明道（南行）、港灣道、杜老誌道、鴻興道、紅磡海底隧道、康莊道、漆咸道南、加士居道、彌敦道、亞皆老街、新填地街、旺角道、洗衣街、太子道西、通菜街、界限街、大坑東道、窩仔街、偉智街、南昌街及白雲街。
白田開經：白雲街、偉智街、偉倫街、南昌街、窩仔街、大坑東道、界限街、勵德街、太子道西、彌敦道、加士居道、漆咸道南、康莊道、紅磡海底隧道、告士打道、內告士打道、分域街、軒尼詩道、金鐘道、德輔道中、域多利皇后街、皇后大道中、皇后大道西、卑路乍街、域多利道及西寧街。

### 沿線車站

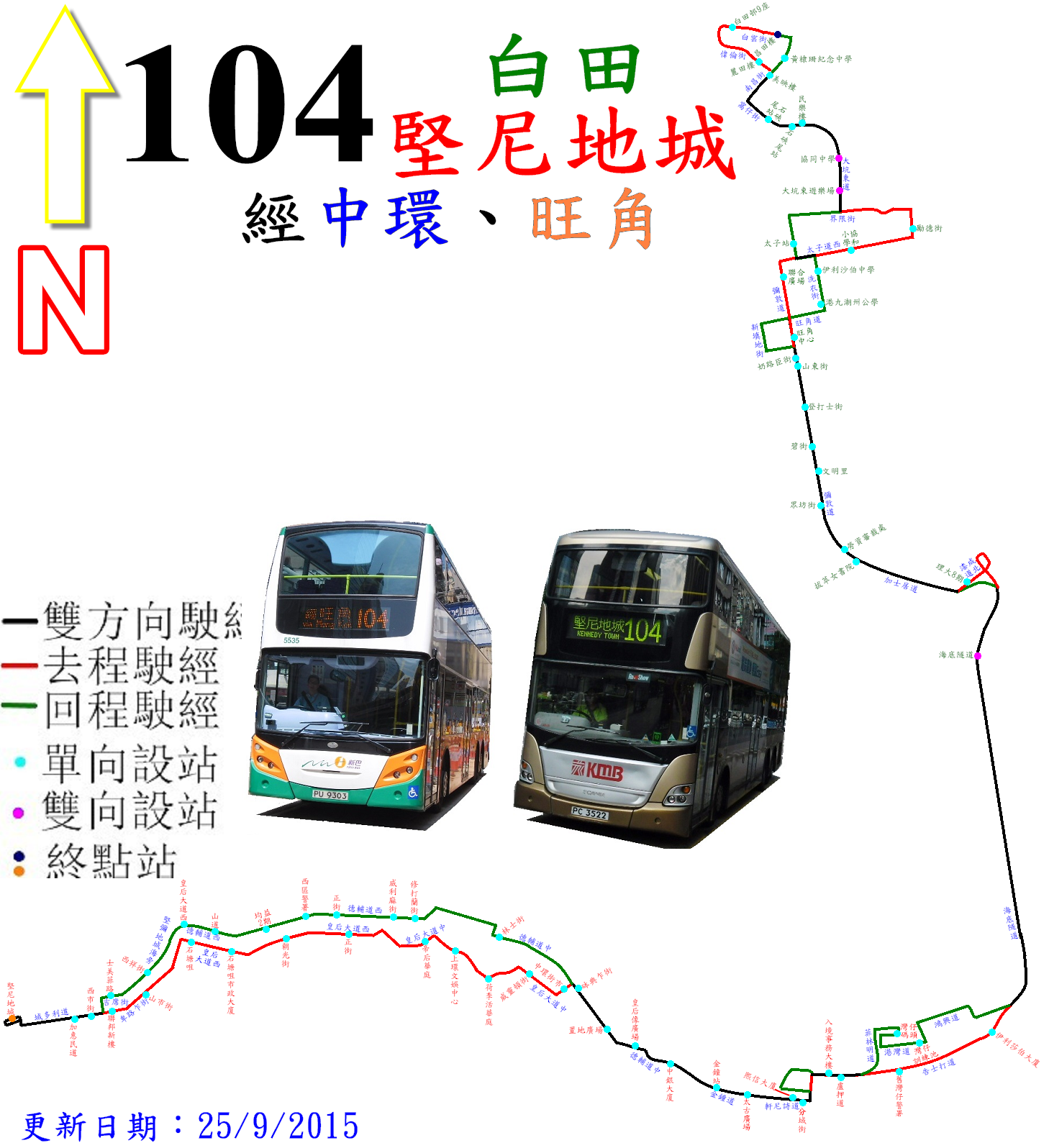
104線班次的走線圖

| 堅尼地城開 | 堅尼地城開               | 堅尼地城開                   | 白田開 | 白田開                     | 白田開                       |
| 序號       | 車站名稱                 | 位置                         | 序號   | 車站名稱                   | 位置                         |
| ---------- | ------------------------ | ---------------------------- | ------ | -------------------------- | ---------------------------- |
| 1          | 堅尼地城                 | 堅尼地城（西寧街）巴士總站   | 1      | 白田巴士總站               | 白田（白雲街）公共運輸交匯處 |
| 2          | 西市街                   | 域多利道                     | 2      | 白田邨麗田樓               | 偉倫街                       |
| 3          | 士美菲路                 | 吉席街                       | 3      | 石硤尾邨美映樓             | 南昌街                       |
| 4          | 西祥街                   | 堅彌地城海旁                 | 4      | 石硤尾站                   | 窩仔街                       |
| 5          | 堅尼地城游泳池休憩處     | 德輔道西                     | 5      | 大坑西新邨民樂樓           | 窩仔街                       |
| 6          | 山道                     | 德輔道西                     | 6      | 協同中學                   | 大坑東道                     |
| 7          | 均益大廈第二期           | 德輔道西                     | 7      | 大坑東遊樂場               | 大坑東道                     |
| 8          | 西區警署                 | 德輔道西                     | 8      | 勵德街                     | 勵德街                       |
| 9          | 正街                     | 德輔道西                     | 9      | 協和小學                   | 太子道西                     |
| 10         | 威利麻街                 | 德輔道西                     | 10     | 水渠道 （聯合廣場）（S9）  | 彌敦道                       |
| 11         | 修打蘭街                 | 德輔道西                     | 11     | 旺角站 （旺角中心）（S10） | 彌敦道                       |
| 12         | 林士街                   | 德輔道中                     | 12     | 山東街（S20）              | 彌敦道                       |
| 13         | 砵典乍街                 | 德輔道中                     | 13     | 登打士街（S26）            | 彌敦道                       |
| 14         | 皇后像廣場               | 德輔道中                     | 14     | （S32）                    | 彌敦道                       |
| 15         | 金鐘站－統一中心         | 金鐘道                       | 15     | 勞資審裁處                 | 加士居道                     |
| 16         | 軍器廠街                 | 軒尼詩道                     | 16     | 香港理工大學第八期         | 漆咸道南                     |
| 17         | 入境事務大樓             | 告士打道                     | 17     | 紅磡海底隧道轉車站（A2）   | 康莊道                       |
| 18         | 灣仔游泳池               | 港灣道                       | 18     | 伊利莎伯大廈               | 告士打道                     |
| 19         | 紅磡海底隧道轉車站（C1） | 康莊道                       | 19     | 舊灣仔警署                 | 告士打道                     |
| 20         | 拔萃女書院               | 加士居道                     | 20     | 六國酒店                   | 告士打道                     |
| 21         | 眾坊街（N39）            | 彌敦道                       | 21     | 循道衛理大廈               | 軒尼詩道                     |
| 22         | 碧街（N47）              | 彌敦道                       | 22     | 金鐘站－太古廣場           | 金鐘道                       |
| 23         | 奶路臣街（N65）          | 彌敦道                       | 23     | 中銀大廈                   | 金鐘道                       |
| 24         | 港九潮州公學             | 洗衣街                       | 24     | 置地廣場                   | 德輔道中                     |
| 25         | 伊利沙伯中學             | 洗衣街                       | 25     | 中環街市                   |                              |
| 26         | 太子站                   | 通菜街                       | 26     | 威靈頓街                   |                              |
| 27         | 大坑東遊樂場             | 大坑東道                     | 27     | 荷李活華庭                 |                              |
| 28         | 協同中學                 | 大坑東道                     | 28     | 上環文娛中心               | 皇大道西                     |
| 29         | 石硤尾站                 | 窩仔街                       | 29     | 帝后華庭                   | 皇大道西                     |
| 30         | 白田邨瑞田樓             | 南昌街                       | 30     | 正街                       | 皇大道西                     |
| 31         | 白田 (北)                | 白田（北）巴士總站           | 31     | 朝光街                     | 皇大道西                     |
| 32         | 白田邨第9座              | 白雲街                       | 32     | 石塘咀市政大廈             | 皇大道西                     |
| 33         | 白田巴士總站             | 白田（白雲街）公共運輸交匯處 | 33     | 日富里                     | 皇大道西                     |
|            |                          |                              | 34     | 山市街                     | 卑路乍街                     |
| 35         | 聯邦新樓                 |                              |        |                            | 卑路乍街                     |
| 36         | 加惠民道                 | 域多利道                     |        |                            |                              |
| 37         | 堅尼地城                 | 堅尼地城（西寧街）巴士總站   |        |                            |                              |

## 客量
本線原是中西區和灣仔區來往西九龍的皇牌路線，作爲深水埗以北 (白田) 唯一一條來往港島的路線，可是自從904及905的出現，因取道西區海底隧道過海，取代了本線在西區的地位。雖然如此，但本線的主要客源大多數集中在灣仔北及紅磡海底隧道 (因為只有本線來回程取道告士打道；115及182只限往香港島方向，該兩線回程途經灣仔道)。在繁忙時間，紅磡海底隧道及灣仔北的入境事務大樓及灣仔訓練池的分站更大排長龍，使本線在繁忙時間需要增設大量特別班次（紅隧往中環／金鐘、灣仔往紅隧）來應付龐大的需求。另外，本路線往香港島方向取道告士打道及分域街前往軒尼詩道、金鐘、中環，較繞經灣仔內街 (灣仔道或皇后大道東)的路線 (如101、109、111、113)有更大優勢，亦能同時服務灣仔北的通勤乘客及人流頗多的軒尼詩道，唯往九龍方向要經灣仔碼頭及2015年5月起灣仔北受沙中線工程影響，附近交通擠塞，使本線往九龍方向比其他繞經灣仔內街的路線優勢較少，但整體客量仍然處於高水平。
本線主要客源段都是以海底隧道至中環/入境事務大樓一帶，而九龍段的客量與海底隧道收費廣場客量造成很大對比。東鐵綫於2022年5月15日延伸至金鐘站，乘客可直接改乘鐵路前往灣仔北 (該線設有會展站)及金鐘，屆時紅磡海底隧道的轉乘客將會大幅流失，由於本線與301都是以海底隧道的轉乘客為主，預期客量將會大幅下降，甚至有取消的隱憂（其中301線已在東鐵線過海段通車延伸至金鐘站後取消）。因應客量明顯下跌，本線5月30日起分階段調整班次，5月30日首先減少短程特別班次，只保留早上澤安村往中環街市及紅磡往中環街市及告士打道往旺角各一個班次。及後再在同年6月20日除保留早上澤安村往中環街市的特別班次外，進一步取消紅磡往中環街市及告士打道往旺角的短程特別班次，意味下午繁忙時間再沒有短程班次。至同年7月11日，本線常規班次亦遭削減。

## 站名問題
2018年起，九巴將此路線的九龍總站加上所屬區份名稱，變成「深水埗（白田邨）」，但此路線只經大坑東往返白田，其實不經深水埗，而大坑東所處地區為石硤尾，所以有乘客投訴這安排反而造成誤導而搭錯車。